# Мани (мифология)
Мани (др.-исл. Máni ['mɑ:ne] — «Месяц (собств. Луна)») — в скандинавской мифологии персонификация месяца (Луны), персонифицированное олицетворение Луны как ночного светила. Почитается как божество Луны наряду с Соль (др.-исл. Sól, «Солнце»). Примечательно, что Луна в древнеисландской традиции и языке мужского рода, а Солнце — женского.
Мани как персонификация Луны (обычно вместе с сестрой, Соль) упоминается в Старшей Эдде, составленной около XIII века на основе более ранних языческих источников и, возможно, устной традиции, а также в Младшей Эдде, составленной С. Стурлусоном в XIII веке.
Учёные выдвигали теории о происхождении Мани как персонификации Луны и соотносили с представлениями о Человеке на Луне, истории, возникшей и развивавшейся в Средневековье и содержащей значительный христианский элемент (в частности, о появлении Человека на Луне как результата наказания за нарушение христианских традиций).

## Этимология и происхождение имени
Имя Мани (др.-исл. Máni "Месяц") происходит от др.-исл. máni ['mɑ:ne] "месяц, луна (поэт.)", использовавшееся наряду с др.-исл. tungl [tungl] "месяц, луна", встречающееся также в прозаическом контексте - в частности, в прозаическом тексте "Языка поэзии" (Младшая Эдда).
Далее происходит от протоскандинавского (рунического) *ᛗᚨᚾᛟ (*mano), далее - от прагерм. *mēnô, что, в свою очередь, выводят из праиндоевропейской лексемы *mḗh₁n̥s "луна, месяц (в том числе календарный)". Древнескандинавское др.-сканд. máni родственно англ. moon, нем. monde, дат., швед., норв. måne, нидерл. maan "луна, месяц (как небесное тело)". Примечательно, что др.-исл. máni "луна" относилось к мужскому роду, а tungl "луна" - к среднему, что закрепилось также в народной традиции.
В традиции наименования дней недели Луне (др.-исл. Máni) в германской традиции был посвящен понедельник (др.-исл. Mánadagr). Данная традиция прослеживается и в современных германских языках: англ. monday, нем. der Montag, датск., норв. mandag, швед. måndag, нидерл. maandag "понедельник".

## Происхождение и упоминания

### Старшая Эдда
Мани как персонификация Луны (или же месяца) и брат Соль (олицетворения Солнца) упоминаются как в "Старшей Эдде", так и в "Младшей Эдде", а также в ряде кеннингов и скальдической поэзии. В "Старшей Эдде", в первой песни "Прорицание вёльвы" (др.-исл. Völuspá), описывающей происхождение мира и являющейся ценным источникам по эсхатологическим мифам, провидица вёльва рассказывает о первых днях мира следующим образом, упоминая Солнце, Луну и звёзды как основные светила на небе (при этом повествование вкладывается в диалог бога Одина и самой вёльвы, которую он поднял из мёртвых, чтобы расспросить):
Солнце, друг месяца
правую руку
до края небес
простирало с юга;
солнце не ведало,
где его дом,
звёзды не ведали,
где им сиять,
месяц не ведал

мощи своей.
При этом в оригинальной рукописи Солнце (др.-исл. Sól) упоминается как спутник (или родич, собеседник) Месяца Мани (др.-исл. sinni). Обычно данные строки толкуют (М.И. Стеблин-Каменский) как описание полярной ночи, характерной для северных районов Норвегии и Скандинавии.
Далее Мани как персонификация Луны упоминается в "Речах Вафтруднира" (др.-исл. Vafþrúðnismál), где йотун Вафтруднир (с др.-исл. "Сильный в запутывании") отвечает на вопрос Одина о происхождении Солнца и Луны, рассказывая, что они являются детьми великана Мундильфари (др.-исл. Mundilfari "Движущийся в определённые сроки", также Mundilfari, Mundilföri и Mundilfœri) и "небо обходят они каждый день, то времени мера" ("Речи Вафтруднира", строфы 22, 23, пер. А.И. Корсуна).
В следующей поэтической песни, "Речи Гримнира" (др.-исл. Grímnismál), миф о Солнце и Луне приводится с новыми подробностями. Один (назвавший себя именем Гримнир, др.-исл. Grímnir "Скрывающийся под маской") рассказывает, что за Солнцем и Луной неустанно бегут два волка, Сколь (др.-исл. Skoll, Skøll, Skjøl "Предатель") и Хати (др.-исл. Hati "Ненавистник"): Сколь - за Солнцем, а Хати - за Луной. При этом в некоторых источниках упоминается, что Солнце и Луна едут на колесницах, и их тянут кони (имена коней Солнца, Арвак и Альсвинн, приводятся в той же песни). В "Речах Гримнира" упоминается, что два волка - Сколь и Хати - являются детьми волка Фенрира, сына Локи (названного именем Хродвитнир). Эсхатологические предания приводят сведения, что во время Рагнарёка Солнце и Луна будут настигнуты и съедены волками Сколем и Хати; в "Прорицании Вёльвы" роль похитителя Солнца отводится самому Фенриру, их отцу.
В песни "Речи Альвиса" (др.-исл. Alvíssmál), в обмене загадками между Тором и гномом Альвисом (др.-исл. Alvíss "Всезнающий"; вероятно, шуточное имя, подчёркивающее центральный смысл песни, заключающийся в хвастовстве Альвиса и соревновании в загадках), приводятся некоторые поэтические наименования Луны (месяца) как спутника Земли: Альвис отвечает, как Луна называется в разных мифических мирах. Так, у людей она зовётся Месяцем (собств. Мани - др.-исл. Máni), у богов - Луной, в Хель - Колесо, у гномов - Светоч, у великанов-турсов - Спешащий, у альвов - Счёт Лет).

### Младшая Эдда
Более подробные сведения о происхождении Мани приводится в "Младшей Эдде". В "Видении Гюльви" (др.-исл. Gylfaginning) рассказывается более полная история происхождения Солнца и Луны в мифологическом ключе. Соль и Мани, персонификация Солнца и Луны, описываются как дети некоего человека (в других версиях - ётуна) по имени Мундильфари. Возгордившись красотой своих детей, он назвал сына Месяцем, а дочь - Солнцем. Богов прогневала его гордыня, и они переместили брата с сестрою на небо, где они стали освещать мир. Отмечается, что самих светил до этого ещё не было: боги создали их из искр, вылетающих из Муспелльхейма. Данная история представлена в "Младшей Эдде" следующим образом:
Тогда спросил Ганглери: «А как правит он ходом солнца и звёзд?» Высокий говорит: «Одного человека звали Мундильфари. У него было двое детей. Они были так светлы и прекрасны, что он назвал Месяцем сына своего, а дочь — Солнцем. И отдал он дочь в жёны человеку по имени Глен. Но богов прогневала их гордыня, и они водворили брата с сестрою на небо, повелев Солнцу править конями, впряжёнными в колесницу солнца: а солнце боги сделали, чтобы освещать мир, из тех искр, что вылетали из Муспелльсхейма. Эти кони зовутся Ранний и Проворный. Под дугами же у коней повесили боги по кузнечному меху, чтобы была им прохлада. В некоторых преданиях это называют кузнечным горном.

Месяц управляет ходом звёзд, и ему подчиняются новолуние и полнолуние. Он взял с земли двух детей, Биля и Хьюки, в то время как они шли от источника Бюргир и несли на плечах коромысло Симуль с ведром Сэг. Имя отца их — Видфинн. Дети всегда следуют за месяцем, и это видно с земли». 
Отмечается, что, по-видимому, во втором абзаце рассказывается загадка: Биль и Хьюки («месяц на ущербе» и «молодой месяц»), несущие ведро Сэг («море» с его приливом и отливом) на коромысле Симуль («лунном луче»), — это пятна, видные на луне.

Далее упоминается о преследователе Луны - волке Хати:
...Есть два волка, и того, что бежит за нею [Солью, Солнцем], зовут Обман. Его-то она и страшится, и он настигнет ее. Имя другого волка — Ненавистник, он сын Хродвитнира. Он бежит впереди неё и хочет схватить месяц. Так оно и будет. 
В "Младшей Эдде" приводится описание происхождения двух волков, Сколя и Хати. Определяется, что волки являются сыновьями некоей великанши, соотносимой с ведьмой автором "Эдды" С. Стурлусоном и исследованиями (М.И. Стеблин-Каменский) - великаншей Ангрбодой, живущей в Железном лесу. Та великанша породила многих сыновей-великанов, и все они видом были волками. Сильнейшим из этого племени будет волк по имени Лунный Пёс (др.-исл. Mánagarmr). Так об этом рассказывается в "Младшей Эдде":
Высокий говорит: «Есть великанша, что живет к востоку от Мидгарда в лесу, прозванном Железный Лес. В этом лесу селятся ведьмы, которых так и называют: ведьмы Железного Леса. Старая великанша породила многих сыновей-великанов, все они видом волки. Отсюда появились и эти волки. Говорят, что того же племени будет и сильнейший из волков, по имени Лунный Пес. Он пожрет трупы всех умерших и проглотит месяц и обрызжет кровью все небо и воздух. Тогда солнце погасит свой свет, обезумеют ветры, и далеко разнесется их завыванье.
М.И. Стеблин-Каменский отмечает, что Лунный Пёс - это чудовищный волк Фенрир, и он же - Хродвитнир. Здесь приводится версия "Прорицания Вёльвы", несколько расширенная С. Стурлусоном. Строго говоря, существует две версии уничтожения Солнца и Луны во время Рагнарёка: по одной их должен проглотить волк Фенрир ("Прорицание вёльвы"), по другой - Сколь и Хати или же Фенрир и Хати ("Младшая Эдда"):
И тогда свершится великое событие: Волк поглотит солнце, и люди почтут это за великую пагубу. Другой же волк похитит месяц, сотворив тем не меньшее зло.  
Исследователи (М.И. Стеблин-Каменский, О.А. Смирницкая) отмечают, что миф о Рагнарёке, приводящийся в "Младшей Эдде", заметно отличается от такового в "Старшей Эдде" и содержит значительные христианские элементы.

### "Язык поэзии" ("Младшая Эдда")
В "Языке поэзии" (др.-исл. Skáldskaparmál, Младшая Эдда) приводятся поэтические обозначения и хейти Луны, используемые в скальдической поэзии. В главе 34 "Кеннинги солнца" солнце упоминается как "сестра Месяца", в главе 69 "Хейти неба, солнца и луны" приводятся следующие обозначения Луны: «месяц», «полумесяц», «ущербная», «счёт лет», «светило», «светоч», «призрак», «спешащая», «серп», «светлая». Некоторые из них, очевидно, были почерпнуты из "Речей Альвиса" (Старшая Эдда), в особенности "счёт лет" (др.-исл. ártali, наименование Луны у альвов в "Речах Альвиса"), "спешащая" (др.-исл. skyndir, наименование Луны у турсов в "Речах Альвиса") и "светило" (др.-исл. mylinn и mulinn, наименование Луны у богов в "Речах Альвиса").
Некоторые исследователи (Дж. Линдоу) отмечают, что у Мани могла быть супруга из рода великанш, приводя в подтверждение этому некоторые древнеисландские кеннинги (в частности, в поэзии Гуторма Синдри).

## Научные исследования и интерпретации
Мани представляется как традиционное лунное божество, олицетворяющее природные процессы, связанные с Луной. М.И. Стеблин-Каменский отмечает, что Солнце (др.-исл. Sól "Солнце") принадлежит к женскому роду, в то время как Луна (др.-исл. Máni "Луна") - мужского. Однако не отмечается никаких супружеских отношений между данными персонажами или традиций, связанных с ними (хотя бы из числа сохранившихся); напротив, исследователь Дж. Линдоу утверждает, что есть вероятность существования истории романтических отношений между Мани и некоей женщиной-великаншей, но она, во всяком случае, не оставила следа в дошедшей до нас мифологии. К тому же, в самой Младшей Эдде упоминается, что Соль была выдана замуж за человека по имени Глен (др.-исл. Glenr), однако никакой романтической традиции с Мани не связано среди сохранившихся преданий.
В подтверждение данной теории исследователи (Дж. Линдоу) приводят некоторые кеннинги X века, встречающиеся в скальдической поэзии для обозначения женщин-великанов: к примеру, кеннинг "желанная женщина Мани", используемый скальдом Гутормом Синдри (известным как автор драпы в честь Хакона Доброго), что, возможно, свидетельствует о существовании некоей древней традиции, соотносимой с данным мифом. Однако пока недостаточно данных, чтобы утверждать о чём-то однозначном и определённом.

Дж. Линдоу рассматривает Мани в контексте мифа о Рагнарёке как часть космического творения богов. Он, согласно Старшей и Младшей Эддам, должен быть уничтожен во время событий Рагнарёка, но исследователь отмечает, что об этом практически нигде прямо не говорится, за исключением, возможно, короткой фразы "Так и будет" из "Видения Гюльви", которое относится к предсказанию о судьбе Солнца и Луны, и следующей цитаты из той же главы "Младшей Эдды":
И тогда свершится великое событие: Волк поглотит солнце, и люди почтут это за великую пагубу. Другой же волк похитит месяц, сотворив тем не меньшее зло.  
Однако даже данные фразы не позволяют с полной уверенностью говорить, что именно случится с Месяцем, и какой из волков (Фенрир или же Хати) уничтожит его. С. Стурлусон, отмечает Дж. Линдоу, говорит о том, что Лунный Пёс, упоминаемый в Младшей Эдде, во времена Рагнарёка проглотит некое небесное тело, которое может быть Луной, но обычно соотносится с Солнцем. Но в любом случае упоминается, что Солнце и Луна будут проглочены волками и уничтожены.
Мани нередко сопоставляют с другими лунными божествами и персонажами мифологии, связанными с Луной, в особенности с европейскими. В древнескандинавской традиции не упоминается о каких-либо спутниках Мани из числа людей или других мифических существ или о существах, проживающих на поверхности Луны, как это описывается в восточноазиатской традиции (в частности, в японской, китайской и индийской) о существовании либо Лунного зайца, либо целых народов, проживающих на поверхности Луны (лунные жители из "Такэтори-моногатари" и их столица Цуки-но-Мияко). Нередко в других культурах Луна соотносится с женским началом: к примеру, в древнекитайской натурфилософии тёмное, пассивное и женственное начало инь соотносится с Луной, а активное, светлое и мужественное ян - с Солнцем. Также отмечается, что в близкой по территориальному расположению к Скандинавии карело-финской мифологии Луна (вернее, её персонификация Куутар, фин. Kuutar "Лунная дева") также представлена мифологическим персонажем женского пола.
Р. Зимек и некоторые современные исследователи связывают предание о Мани с легендой о Человеке на Луне, встречающейся преимущественно на территории Западной и отчасти Северной Европы в народной традиции. Народное воображение усматривало в пятнах на поверхности Луны человека с вязанкой хвороста за спиной, собаку и куст. Записанная в Германии, эта история выглядит следующим образом. Один дровосек пошёл в лес за дровами (или хворостом) в воскресенье, тем самым нарушив христианское правило, которое гласило, что в воскресенье человек должен отдыхать от трудов. Нарубив целую охапку дров, он пошёл домой и по дороге встретил человека, шедшего в церковь. Он напомнил дровосеку о христианском обычае, но человек ответил: «Воскресенье на земле или понедельник на луне, мне все равно!» После этого незнакомый человек сказал, что отправится дровосек за этот проступок на Луну, и останется там навечно. Так и произошло, и человек со своей вязанкой хвороста так и живёт по сей день на Луне.
В некоторых регионах встречается легенда, рассказывающая о живущих на Луне мужчине и женщине. Мужчина - по-прежнему в наказание за труд в день отдыха, а женщина - за то, что она сбивала в этот день масло. В любом случае, легенда рассказывает о некоем человеке, нарушившем библейскую заповедь о дне отдыха и собиравшем хворост в воскресенье, который в наказание за это был отправлен на Луну.
Также упоминания о Человеке с Луны можно найти в пьесах У. Шекспира. В комедии "Сон в летнюю ночь" плотник, давая пояснения к пьесе «Пирам и Фисба», говорит: «Кто-нибудь должен войти с кустом и с фонарем и объяснить, что он фигурирует, то есть изображает лунный свет».И далее исполнитель этой роли произносит: «Все, что я должен сказать, это вот что: только объяснить вам, что фонарь – это луна, а я – человек на луне; этот терновый куст – мой терновый куст, а эта собака – моя собака».
Р. Зимек также отмечает, что имеется возможность того, что в образе Мани сохранились некие реликтовые остатки древней системы исчисления времени древних скандинавов и, возможно, вообще древних германцев. В "Прорицании вёльвы" о месяце говорится, что он предоставляет людям возможность отсчитывать годы; схожее упоминание приводится в "Речах Альвиса", где месяц назван "Счётом лет". Вполне возможно, что это указывает на существование у древних германских системы исчисления времени, ориентированном на Луну, а не на Солнце. Об этом также упоминает М.И. Стеблин-Каменский, отмечая также, что древние скандинавы верили, что Луна древнее Солнца.

## В современной культуре
- Вполне возможно, что Тилион, персонаж "Сильмариллиона" Дж.Р.Р. Толкина, майа, которому поручили управлять Луной, отчасти основан на фигуре Мани. Интересно, что и Тилион, и Мани - персонажи мужского пола, а Соль и Ариэн (персонификация Солнца в древнескандинавской традиции и майа, управляющая Солнцем в Легендариуме Дж.Р.Р. Толкина соответственно) - персонажи женского пола.

## Иллюстрации

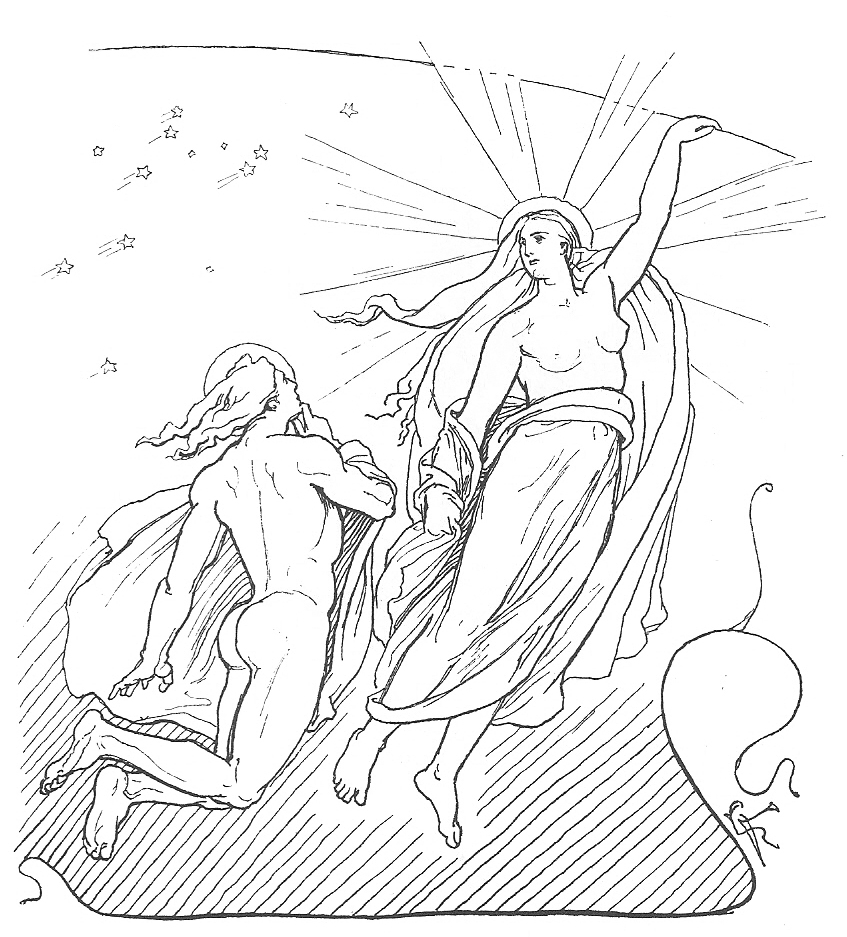
«Изображение Мани и Соль», Lorenz Frølich, 1895 г.
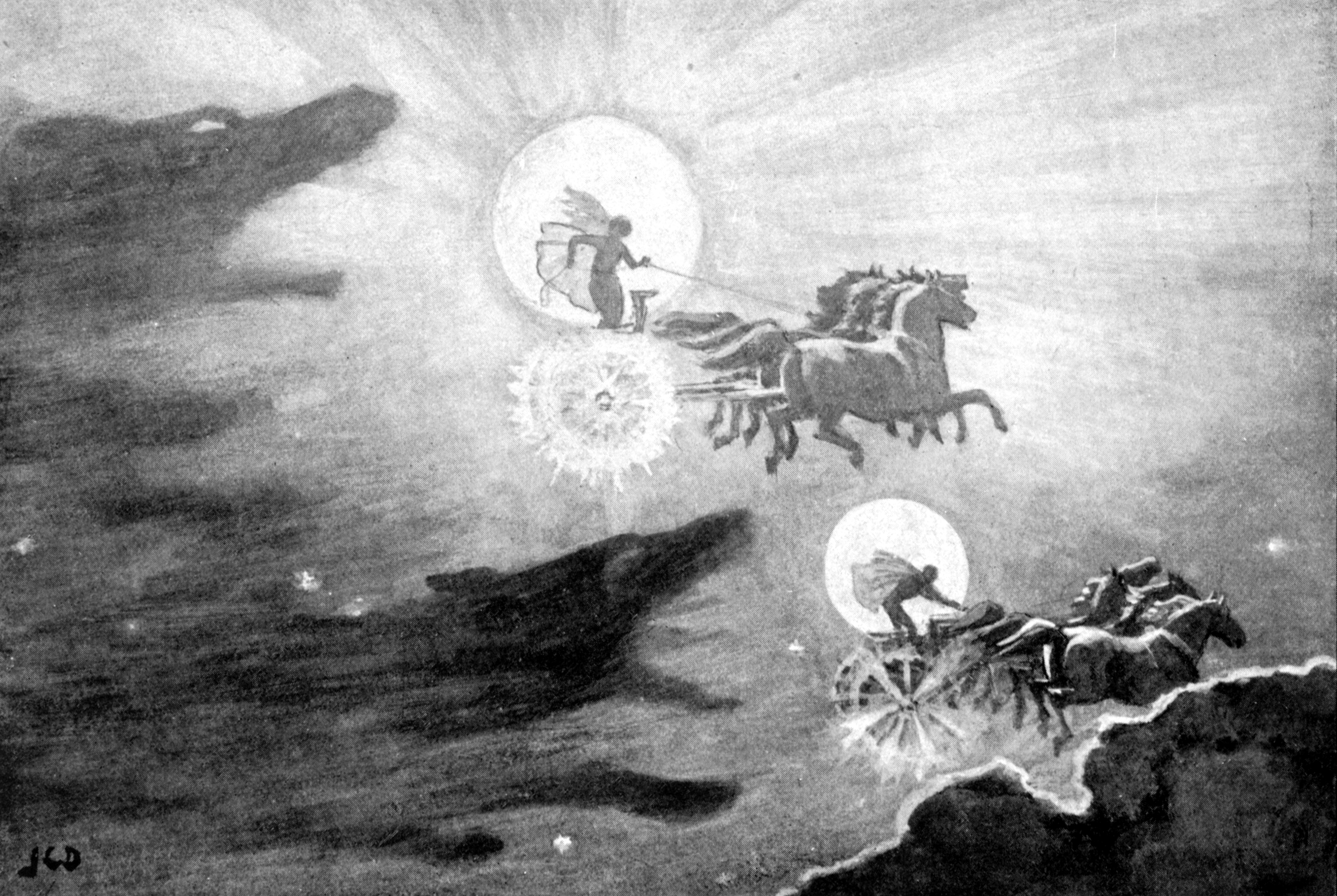
«Волки преследуют Мани и Соль», Дж. Доллман, 1909 г.
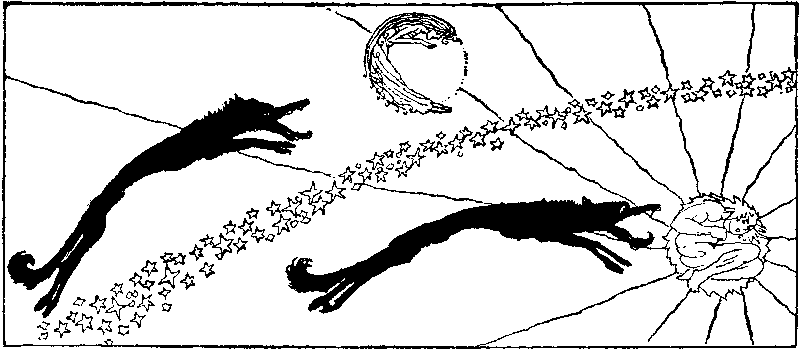
«Далеко и давно», Willy Pogany, 1920 г.